# Joan Prats Vallès
Joan Prats Vallès (Barcelona, 19 de noviembre de 1891 – Barcelona, 14 de octubre de 1970) fue un promotor artístico español, íntimo amigo de Joan Miró, de quien sería a menudo consejero y representante oficioso, tarea que también lo acercaría a otros artistas como Max Ernst, Paul Klee, Joan Brossa y Josep Vicenç Foix.

## Biografía
Nació en la calle de Fernando de Barcelona, hijo de Joan Prats i Font y de Josepa Vallès, ambos naturales de Barcelona. Se formó artísticamente en la Escuela de la Llotja y en el Círculo Artístico de San Lucas, donde conocería Joan Miró. Pese a su vocación artística, hubo de gestionar la tienda familiar de sombreros de la calle de Fernando de Barcelona.
Fue uno de los responsables de la organización de la exposición L'Art Catalan en París durante la guerra civil española, momento en qué contribuyó a salvar varias obras de arte. En aquella exposición se mostraron algunas de las piezas más destacadas del actual Museo Nacional de Arte de Cataluña. Fue uno de los fundadores del grupo ADLAN, junto con Josep Lluís Sert y Joaquim Gomis, con el objetivo de promover el arte de vanguardia. Entre sus miembros figuraron Àngel Ferrant, Eudald Serra, Ramón Marinello, Artur Carbonell, Jaume Sans, Magí A. Cassanyes, etc. Entre sus actividades organizaron exposiciones de Pablo Picasso, Salvador Dalí, Joan Miró y Alexander Calder, y editaron el número extraordinario de Navidad dedicado al arte internacional de la revista De Aquí y de Allá (1934). Joan Prats realizó la exposición Atmosphère Miró en la Galería Maeght de París y una retrospectiva de Miró en 1968 en el Hospital de la Santa Cruz.
Más adelante, durante los años de la dictadura de Franco, promovió varios acontecimientos artísticos, llegando a crear el Club Cobalto 49, junto con Sebastià Gasch, Joaquim Gomis, Sixt Illescas, Eudald Serra, María Teresa Bermejo y Rafael Santos Torroella. También participó en él Alexandre Cirici Pellicer, así como María Lluïsa Borràs que, a partir del año 64, se encargó de la secretaría y de la programación del Club, en el cual se experimentó con las vanguardias del XX. Joan Prats editó la serie de libros Fotoscop y en 1944, la Serie Barcelona de Joan Miró. Fue autor de numerosas publicaciones, recopilando artículos relacionados con el arte, la literatura, la filosofía, la etnología y la antropología. También fue autor y editor de la revista Dau al Set.
Uno de sus últimos proyectos, junto a María Lluïsa Borràs y Francesc Vicens, fue impulsar la idea y colaborar en la creación de la Fundación Joan Miró, a la cual Prats donó su colección del artista. La fundación le dedicaría la exposición Recuerdo de Joan Prats : Fundación Joan Miró  entre el 20 de diciembre de 1995 y el 3 de marzo de 1996. El 23 de marzo de 1976, después de su muerte, se abrió la Galería Joan Prats, en la Rambla de Cataluña.
Miró también le dedicaría la obra Homenatge a Prats, de 1934, actualmente conservada en la Fundación Joan Miró.